# Jan van Angeren
Johannes Regnerus Maria (Jan) van Angeren (Utrecht, 9 mei 1894 - 's-Gravenhage, 19 maart 1959) was een Nederlands politicus en ambtenaar.
Van Angeren was een jurist en ambtenaar, die in Londen minister was. In 1937, na een snelle departementale carrière, werd hij de eerste katholieke secretaris-generaal van Justitie. Hij vluchtte vanwege zijn kwetsbare positie - hij was als SG voorstander van hard optreden tegen de nationaalsocialisten - in mei 1940 als secretaris-generaal samen met zijn minister naar Engeland en volgde Gerbrandy later in Londen op als minister van Justitie. Hij kwam in 1944 in conflict met koningin Wilhelmina, toen hij haar een Buitengewoon Politiebesluit voorlegde. Een zo verregaande regeling van de naoorlogse politie-organisatie vereiste parlementaire goedkeuring, zo stelde de koningin.
Hij werd na zijn aftreden in Londen weer secretaris-generaal. Na de oorlog was hij bestuurslid van het Nationaal Comité Handhaving Rijkseenheid tegen de onafhankelijkheid van Indonesië en veertien jaar staatsraad.
- Biografisch Portaal: 72417547
- International Standard Name Identifier: 0000 0003 9590 3212
- Nederlandse Thesaurus van Auteursnamen: 074610236
- Parlement.com: vg09llircfwd
- Virtual International Authority File: 290719334
- WorldCat: E39PBJckKbpj8fCxP7wDwq7PwC